# 賢崇寺
賢崇寺（けんそうじ）は、東京都港区元麻布にある曹洞宗の寺で、二・二六事件の青年将校の墓があることで知られる。

## 歴史
寛永12年（1635年）、鍋島藩初代藩主鍋島勝茂が疱瘡で亡くした息子の鍋島忠直を弔い建立した。当時江戸府内では寺院の新立が禁じられており、仙波氏菩提寺だった高輪正重寺を買収し、現在地に移すという手続きを取った。忠直の戒名「興国院殿敬英賢崇大居士」から興国山賢崇寺と号した。
以降鍋島家の菩提寺として、歴代当主の遺骨が納められたが、明治には国許春日山に神道墓所ができ、十一代鍋島直大は青山墓地に埋葬されるなどしている。
東京大空襲では境内のほとんどを消失し、本堂は昭和47年（1972年）4月、鐘楼は昭和50年（1975年）4月に再建された。
広大な境内には、戦後、鍋島ハイツという高級マンションが建てられた。その後、2001年2月にモダンな造りに建て直され、都内屈指の高級マンション、パークコート元麻布ヒルトップレジデンスとなっている。

## 墓
鍋島家関連の墓は31基あり、全て五輪塔である。当初葬られた鍋島忠直、その父で初代佐賀藩主鍋島勝茂、勝茂に殉った重臣30名、忠直の兄で小城藩初代藩主の鍋島元茂、9代藩主の鍋島斉直やそれらの妻が葬られている。10代藩主鍋島直正の墓もあったが、平成11年（1999年）春日山に移された。
二・二六事件で受難した「二十二士」も葬られている。これには死刑となった19名に、自決した野中四郎・河野寿の2名、相沢事件で死刑となった相沢三郎が含まれている。当初は遺体の引渡しすらままならなかったが、栗原安秀の父勇が自ら当寺に入門し、当時の住職・藤田俊訓と共に墓建立に奔走した。毎年2月26日・7月12日に合同慰霊祭が執り行なわれる。現在の墓碑は、昭和27年（1952年）7月12日第十七回忌法要時に建立された。
鍋島家以外でも佐賀県関係者の墓が多い。有名人では元佐賀藩士の久米邦武、その息子で洋画家の久米桂一郎、佐賀藩出身の政商松尾儀助、祖父が佐賀藩士だった市村清、佐賀県生まれの宮地嘉六や戸川幸夫、父が佐賀県出身の蒲原有明などがいる。
明治43年の七里ヶ浜沖ボート遭難事故で犠牲になった逗子開成中学校生徒12名も葬られている。
平成27年（2015年）9月24日に胆管がんのため54歳で亡くなった女優・川島なお美の墓もある。平成28年（2016年）6月10日、夫・鎧塚俊彦の提案でデザインされた墓が建立され、納骨された。墓には生年のワイン「ロマネ・コンティ」や女優帽が象られ、下には「YOROIZUKA」の文字やダックスフントの絵が彫られている。
平成29年（2017年）3月1日に亡くなったミュージシャン・ムッシュかまやつ（本名・釜萢弘）も葬られている。元々釜萢家の墓は小平にあったが、平成30年（2018年）春に改葬されたことが息子のTAROかまやつのtwitterにて公表された。